# Sông Ufa
Sông Ufa (tiếng Nga: Уфа река), còn gọi là Ufimka, Karaidel (Уфимка, Караидель) là một con sông thuộc phần châu Âu của Nga, chi lưu hữu ngạn sông Belaya. Sông Ufa bắt đầu ở khu vực hồ Ufimskoye, khoảng 5 km phía tây bắc Karabash, trong dãy núi Uraltau thuộc tỉnh Chelyabinsk. Ban đầu chảy cơ bản theo hướng đông đông nam-tây tây bắc, sau đó chảy theo hướng bắc đông bắc-nam tây nam qua các tỉnh Chelyabinsk, Sverdlovsk và cộng hòa Bashkortostan và đổ vào sông Belaya tại Ufa, thủ đô cộng hòa Bashkortostan.
Chiều dài của sông Ufa là 918 km, diện tích lưu vực 53.100 km². Tại thượng nguồn nó là con sông miền núi, chảy trong thung lũng hẹp, với các ghềnh thác; tại trung lưu và hạ lưu thì dòng sông uốn khúc quanh co. Trong lưu vực sông Ufa, các dạng địa hình karst phát triển. Nguồn nuôi chủ yếu là tuyết. Lưu lượng trung bình 388 m³/s, tối đa 3.740 m³/s, tối thiểu 55 m³/s. Sông Ufa đóng băng vào cuối tháng 10 – đầu tháng 12, tan băng trong tháng 4 – đầu tháng 5 năm sau. Có thể thả các bè gỗ trôi trên sông được. Trên sông Ufa có trạm thủy điện Pavlovsk. Nước sông Ufa được sử dụng rộng rãi làm nguồn cung cấp nước sinh hoạt. Tàu thủy có thể đi lại tới 135 km phía trên trạm thủy điện và 170 km phía dưới trạm. Trên sông Ufa có thành phố Krasnoufimsk và tại cửa sông là thủ đô của cộng hòa Bashkortostan, thành phố Ufa.
Các chi lưu chính:
- tả ngạn: sông Ay, sông Yuruyzan;
- hữu ngạn: sông Serga, sông Tyui.